# Rumipamba (Orellana)
Rumipamba ist eine Ortschaft und eine Parroquia rural („ländliches Kirchspiel“) im Norden des Kantons La Joya de los Sachas der ecuadorianischen Provinz Orellana. Sitz der Verwaltung ist die gleichnamige Ortschaft, 27 km nordnordwestlich vom Kantonshauptort La Joya de los Sachas sowie 42 km nördlich der Provinzhauptstadt Puerto Francisco de Orellana gelegen. Die Parroquia besitzt eine Fläche von 73,2 km². Die Einwohnerzahl lag im Jahr 2010 bei 1993. Die Parroquia wurde am 30. Juli 1988 eingerichtet.

## Lage
Die Parroquia Rumipamba liegt im Amazonastiefland auf einer Höhe von etwa 330 m. Der Río Eno, ein rechter Nebenfluss des Río Aguarico, fließt entlang der nördlichen Verwaltungsgebietsgrenze nach Osten. Der Süden und Südosten des Gebietes wird über die Flüsse Río Jivino Rojo und Río Jivino Verde entwässert. Von dem 12 km weiter östlich an der Fernstraße E45A (Puerto Francisco de Orellana–Nueva Loja) gelegenen Ort El Eno führt eine Nebenstraße nach Rumipamba.
Die Parroquia Rumipamba grenzt im Norden an die Parroquia El Eno (Kanton Lago Agrio, Provinz Sucumbíos), im Osten an die Parroquia San Pedro de los Cofanes (Kanton Shushufindi, Provinz Sucumbíos), im Süden an die Parroquia Tres de Noviembre sowie im Westen an die Parroquia San Sebastián del Coca.

## Wirtschaft
Ende des 20. Jahrhunderts ließen sich Siedler aus dem Andenhochland in dem Gebiet nieder. Heute ist es weitgehend mit landwirtschaftlichen Nutzflächen bedeckt.